# Багаторівневий маркетинг
Багаторівневий ма́ркетинг (англ. multilevel marketing, MLM) або мереже́вий ма́ркетинг — контроверсійна маркетингова стратегія продажу товарів або послуг, за якої дохід такої компанії отримується від неоплачуваної робочої сили, яка продає товари або послуги компанії, а заробіток учасників — від пірамідальної або бінарної системи комісійної винагороди.
У багаторівневому маркетингу компенсаційний план зазвичай виплачує учасникам винагороду з двох потенційних потоків доходу. Перший базується на комісійних від безпосереднього продажу товару або послуги; другий виплачується з комісійних від гуртових закупівель, здійснених іншими продавцями, яких учасник залучив до продажу товару. В організаційній ієрархії MLM-компаній завербовані учасники (а також ті, кого завербував рекрутер) називаються дистриб'юторами нижчої ланки.
Таким чином, від продавців у схемі мережевого маркетингу очікується, що вони продаватимуть продукцію безпосередньо кінцевим споживачам за допомогою рекомендацій та маркетингу «з вуст в уста», але, що більш важливо, вони заохочуються до залучення інших людей до дистриб'юторського ланцюга компанії як колег-продавців, щоб ті могли стати дистриб'юторами нижчої ланки. Згідно зі звітом, який вивчав бізнес-моделі 350 MLM-компаній у США, опублікованим на сайті Федеральної торгової комісії, щонайменше 99% людей, які приєднуються до MLM-компаній, втрачають гроші. Однак, ці компанії функціонують, тому що учасники нижчої ланки заохочуються вірою в те, що вони можуть досягти великих прибутків, тоді як статистична неправдоподібність цього не підкреслюється. У деяких юрисдикціях компанії, що діють за схемою мережевого маркетингу оголошені незаконними або суворо регулюються як різновид традиційної фінансової піраміди.

## Історія
Історія розвитку концепції багаторівневого маркетингу бере свій початок з Каліфорнійської Вітамінної Корпорації (California Vitamin Corporation), що була заснована Карлом Рейнборгом (Carl Rehnborg) у 1934 він запропонував просту ідею, за якою кожен, хто переконувався на своєму досвіді у результативності харчових добавок, що виготовлялися корпорацією, передавав цей досвід своїм друзям, таким чином просуваючи дану продукцію на ринок.
В 1939 компанія перетворилася у Nutrilite Products, Inc. Починаючи з 1945 року Nutrilite успішно співпрацює з компанією Mytinger & Caselberry, Inc., власниками якої були Lee Mytinger і William Casselberry. Остання була єдиним американським дистриб'ютором продукції фірми Nutrilite, для просування якої Mytinger і Casselberry розробили маркетингову систему, відому сьогодні під назвою багаторівневого маркетингу або мережевого маркетингу.
1940 року два молодих підприємці — Річ ДеВос (Rich DeVos) і Джей ван Андел (Jay Van Andel) — долучилися до компанії як дистриб'ютори. До 1949 вони працювали достатньо успішно для створення власної корпорації Ja-Ri. Не усі справи йшли добре, тому в 1959 в результаті деяких суперечностей з Nutrilite і Mytinger & Caselberry вони сформували фірму Amway, що стала однією з найпопулярніших компаній, які використовують багаторівневий маркетинг як основну концепцію просування товарообігу продукції.